# Red Wing and the White Girl
Red Wing and the White Girl è un cortometraggio muto del 1910 diretto da Fred J. Balshofer.

## Produzione
Il film fu prodotto dalla Bison Motion Pictures e dalla New York Motion Picture.

## Distribuzione
Distribuito dalla Motion Picture Distributors and Sales Company, il film - un cortometraggio in una bobina - uscì nelle sale cinematografiche statunitensi il 4 novembre 1910.